# Transporte en el Perú

Carreteras duplas (doble calzada) de Peru, 2024, en rojo.

La difícil y variada geografía del Perú es la primera condición que se presenta para el desarrollo del transporte en este país, sea de tipo terrestre, aéreo, marítimo o fluvial.
El Perú cuenta con un sistema de transporte terrestre básicamente a través de carreteras las cuales conectan a todas las capitales de departamento y la mayoría de las capitales de provincia, permitiendo que cualquier ciudadano se pueda movilizar con su vehículo a los principales centros urbanos de este país, adonde llegan también un sinnúmero de líneas de buses interprovinciales, muchas de ellas con unidades muy modernas y confortables. También se incluye transporte particular como taxis y mototaxis (aprobada esta última en 2023).
Las mercaderías son transportadas en miles de camiones que llegan inclusive a zonas y poblados bastante aislados del territorio.
El transporte ferroviario no es muy extenso en cuanto a kilometraje de vías férreas y es básicamente utilizado para transportar minerales que se trasladan desde los centros de producción hasta los centros de exportación ubicados en diferentes puertos. En algunos casos también sirven para el transporte de pasajeros, incluyendo a los trenes turísticos.

## Transporte terrestre

### Red vial
La llegada de transporte automovilístico dató de 1986 con la creación de Ministerio del Fomento y Obras Públicas. Dos décadas después se estableció la primera ruta formal entre Lima y Callao. En 1939 se instaló el primer semáforo automático del país.  En la década de 1990, con la liberalización de la economía, el sector privado comenzó a participar en el transporte. Según la Asociación Automotriz del Perú, Lima es la ciudad con mayor congestión de América Latina debido a la gran cantidad de vehículos que circulan por ella.
La red vial en el Perú, en 2021, constaba de 175 589 km de carreteras, de los cuales 29 579 km estaban pavimentados. En 2016, el país tenía 827 km de carreteras duplicadas y venía invirtiendo en más duplicaciones: el plan era tener 2 634 km en 2026. Se organiza en tres grandes grupos: las carreteras longitudinales, las carreteras de penetración y las carreteras de enlace. La categorización de las carreteras corre a cargo del Ministerio de Transportes y Comunicaciones del Perú (MTC) y la respectiva nomenclatura puede ser revisada en mapas viales oficiales que pueden ser consultados vía internet.
La mayoría de las rutas están a cargo de PROVIAS, organismo descentralizado del mismo Ministerio que se encarga de mantener y ampliar las vías. Algunas rutas han sido concesionadas a empresas privadas para su construcción o mejoramiento y el mantenimiento respectivo por un determinado número de años según contrato suscrito con el Estado. Esto facilitó la construcción de dos mil kilómetros de rutas asfaltadas.
Por la calidad y el tipo de vehículos que las recorre podemos clasificar las vías peruanas en 3 categorías: autopistas, carreteras asfaltadas y caminos afirmados:
- Las autopistas cuentan con dos carriles principales y uno de seguridad en cada sentido de circulación, separados por una berma y poseen buena señalización. En el Perú existen cerca de 900 km de autopistas que corresponden a los tramos de acceso norte y sur a Lima a través de la Carretera Panamericana. Gracias a la concesión a empresas privadas de varias rutas, el número de kilómetros superará los 2000 km en pocos años.
- Las carreteras asfaltadas sólo cuentan con un carril principal y una berma de seguridad en cada sentido de circulación, separadas por un interlineado. En este tipo de vía la señalización y los servicios básicos varían en relación con la cercanía de las ciudades principales.
- La mayor parte de las vías peruanas son caminos afirmados construidos sobre la base de tierra y ripio. Existen 3 tipos de caminos afirmados en el Perú: los que pertenecen a la red nacional, los caminos secundarios y vecinales y las trochas carrozables.

### Transporte interprovincial
Perú cuenta además de transporte por buses, la opción de transporte por taxi colectivo desde 2020.

### Parque vehicular
| Parque automotor por departamento 2020 | Parque automotor por departamento 2020 | Parque automotor por departamento 2020 | Parque automotor por departamento 2020 |
| Departamento                           | Total de vehículos                     | Habitantes                             | Autos por cada 1000 habitantes         |
| -------------------------------------- | -------------------------------------- | -------------------------------------- | -------------------------------------- |
| Amazonas                               | 2119                                   | 426806                                 | 5                                      |
| Áncash                                 | 38725                                  | 1180638                                | 33                                     |
| Apurímac                               | 3975                                   | 430736                                 | 9                                      |
| Arequipa                               | 229266                                 | 1497438                                | 153                                    |
| Ayacucho                               | 5686                                   | 668213                                 | 9                                      |
| Cajamarca                              | 30014                                  | 1453711                                | 21                                     |
| Cuzco                                  | 91802                                  | 1357075                                | 68                                     |
| Huancavelica                           | 1186                                   | 365317                                 | 3                                      |
| Huánuco                                | 18075                                  | 760267                                 | 24                                     |
| Ica                                    | 27923                                  | 975182                                 | 29                                     |
| Junín                                  | 76284                                  | 1361467                                | 56                                     |
| La Libertad                            | 213166                                 | 2016771                                | 106                                    |
| Lambayeque                             | 78677                                  | 1310785                                | 60                                     |
| Lima - Callao                          | 2025227                                | 11758324                               | 172                                    |
| Loreto                                 | 5469                                   | 1027559                                | 5                                      |
| Madre de Dios                          | 1407                                   | 173811                                 | 8                                      |
| Moquegua                               | 14535                                  | 192740                                 | 75                                     |
| Pasco                                  | 6790                                   | 271904                                 | 25                                     |
| Piura                                  | 64836                                  | 2047954                                | 32                                     |
| Puno                                   | 53692                                  | 1237997                                | 43                                     |
| San Martín                             | 13957                                  | 899648                                 | 16                                     |
| Tacna                                  | 53978                                  | 370974                                 | 146                                    |
| Tumbes                                 | 3246                                   | 251521                                 | 13                                     |
| Ucayali                                | 10669                                  | 589110                                 | 18                                     |
| TOTAL                                  | 3070704                                | 32625948                               | 94                                     |

### Placas nuevas registradas por ciudad
| Placas nuevas registradas por ciudad | Placas nuevas registradas por ciudad | Placas nuevas registradas por ciudad | Placas nuevas registradas por ciudad | Placas nuevas registradas por ciudad | Placas nuevas registradas por ciudad | Placas nuevas registradas por ciudad |
| Ciudad                               | 2016                                 | 2017                                 | 2018                                 | 2019                                 | 2020                                 | TOTAL (2016-2020)                    |
| ------------------------------------ | ------------------------------------ | ------------------------------------ | ------------------------------------ | ------------------------------------ | ------------------------------------ | ------------------------------------ |
| Lima                                 | 151 519                              | 145 244                              | 133 100                              | 116 341                              | 84 737                               | 630 941                              |
| Arequipa                             | 18 942                               | 19 129                               | 17 697                               | 15 944                               | 11 751                               | 83 463                               |
| Trujillo                             | 11 840                               | 11 162                               | 11 495                               | 10 816                               | 8723                                 | 54 036                               |
| Cusco                                | 7576                                 | 8287                                 | 7333                                 | 6306                                 | 4328                                 | 33 830                               |
| Chiclayo                             | 5876                                 | 5294                                 | 4913                                 | 4113                                 | 3734                                 | 23 930                               |
| Huancayo                             | 4930                                 | 4774                                 | 4516                                 | 4136                                 | 2867                                 | 21 223                               |
| Piura                                | 4806                                 | 4452                                 | 3983                                 | 3745                                 | 3758                                 | 20 744                               |
| Espinar                              | 51                                   | -                                    | 7333                                 | 6306                                 | 4328                                 | 18 018                               |
| Tacna                                | 3528                                 | 3372                                 | 3453                                 | 2902                                 | 2043                                 | 15 298                               |
| Juliaca                              | 2724                                 | 2733                                 | 2949                                 | 2737                                 | 1788                                 | 12 931                               |
| Cajamarca                            | 1941                                 | 1850                                 | 1896                                 | 1628                                 | 1258                                 | 8573                                 |
| Chimbote                             | 1803                                 | 1641                                 | 1564                                 | 1625                                 | 1187                                 | 7820                                 |
| Huánuco                              | 1404                                 | 1048                                 | 939                                  | 1008                                 | 457                                  | 4856                                 |
| Huaraz                               | 939                                  | 836                                  | 775                                  | 707                                  | 640                                  | 3897                                 |
| Chincha                              | 919                                  | 768                                  | 471                                  | 621                                  | 343                                  | 3122                                 |
| Tarapoto                             | 766                                  | 452                                  | 693                                  | 723                                  | 468                                  | 3102                                 |
| Pucallpa                             | 651                                  | 422                                  | 607                                  | 609                                  | 457                                  | 2746                                 |
| Ica                                  | 700                                  | 539                                  | 558                                  | 397                                  | 191                                  | 2385                                 |
| Puno                                 | 828                                  | 543                                  | 292                                  | 69                                   | 340                                  | 2072                                 |
| Jaén                                 | 398                                  | 332                                  | 374                                  | 380                                  | 229                                  | 1713                                 |
| Ilo                                  | 293                                  | 348                                  | 365                                  | 289                                  | 166                                  | 1461                                 |
| La Merced                            | 383                                  | 200                                  | 201                                  | 62                                   | 36                                   | 882                                  |
| Cerro de Pasco                       | 134                                  | 98                                   | 102                                  | 33                                   | 489                                  | 856                                  |
| Moquegua                             | 293                                  | 227                                  | 165                                  | 55                                   | 32                                   | 772                                  |
| Iquitos                              | 193                                  | 197                                  | 157                                  | 126                                  | 96                                   | 769                                  |
| Juanjuí                              | 65                                   | 5                                    | 2                                    | 380                                  | 229                                  | 681                                  |
| Chota                                | 4                                    | -                                    | 471                                  | 1                                    | 143                                  | 619                                  |
| Ayacucho                             | 303                                  | 166                                  | 89                                   | 7                                    | 5                                    | 570                                  |
| Puerto Maldonado                     | 145                                  | 137                                  | 112                                  | 55                                   | 32                                   | 481                                  |
| Abancay                              | 194                                  | 113                                  | 79                                   | 13                                   | 8                                    | 407                                  |
| Tumbes                               | 186                                  | 99                                   | 69                                   | 12                                   | 5                                    | 371                                  |
| Tingo María                          | 63                                   | 48                                   | 30                                   | 1                                    | 50                                   | 192                                  |
| Moyobamba                            | 97                                   | 30                                   | 23                                   | 4                                    | 26                                   | 180                                  |
| Chachapoyas                          | 41                                   | 24                                   | 22                                   | 2                                    | 1                                    | 90                                   |
| Bagua                                | 39                                   | 12                                   | 6                                    | 7                                    | 20                                   | 84                                   |
| Huancavelica                         | 40                                   | 25                                   | 10                                   | 1                                    | 1                                    | 77                                   |
| Yurimaguas                           | 13                                   | -                                    | 2                                    | 12                                   | 5                                    | 32                                   |
| Andahuaylas                          | 1                                    | -                                    | 3                                    | 1                                    | 8                                    | 13                                   |
| PERÚ                                 | 224 628                              | 214 607                              | 199 047                              | 175 516                              | 130 411                              | 944 209                              |

### Estado de carreteras
Este es el estado de las carreteras del Perú, ordenadas según la región natural:
- Carreteras en la costa: Debido a las autoridades las carreteras están mal hechas, muchas de ellas con baches y otras sin asfalto.
- Carreteras en la sierra: de buena calidad con varias vías totalmente asfaltadas y con buenos servicios que permiten traslados seguros a pesar de la agreste geografía, sin embargo se limita a las áreas urbanas principales, siendo predominante aún las carreteras afirmadas, sobre todo en las zonas rurales.
- Carreteras en la selva: de muy buena calidad cuando son asfaltadas. Las carreteras afirmadas presentan problemas constantes de mantenimiento debido a la presencia de fuertes lluvias.

### Red ferroviaria
La red ferroviaria del Perú es bastante limitada en cuanto a infraestructura, ya que tenía, en 2018, solamente 1,939 km de extensión. Está previsto ampliarla considerablemente en los próximos años debido a iniciativas privadas de inversión.
La red ferroviaria peruana está compuesta por los siguientes ferrocarriles que son:

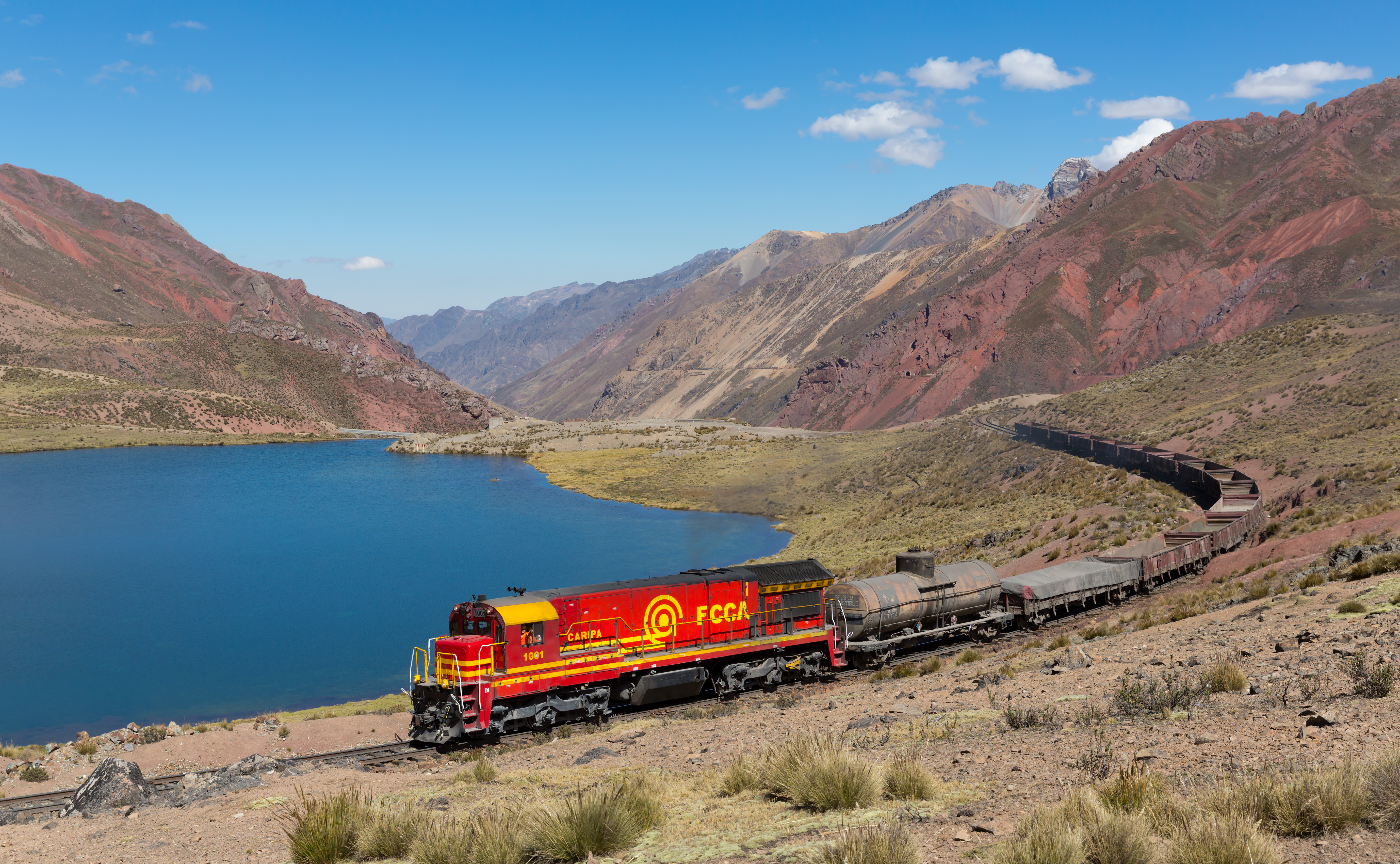
Ferrocarril Central del Perú

- Ferrocarril Central del PerúFerrocarril del Centro: este ferrocarril es de uso comercial. Su concesionario es la empresa «Ferrovías Central Andina». Es el principal medio de transporte de productos minerales del centro del país ya que recorre importantes centros mineros de los departamentos de Pasco , Junín y Lima. Sus puntos de embarque son: estación de Cerro de Pasco, estación de La Oroya y estación de Huancayo. Puede destacarse que la estación de La Galera, que forma parte de esta línea férrea, es la más elevada del mundo, estando a una altitud de 4781 m s. n. m. Esta vía se encuentra actualmente en proceso de modernización tras haber sido concesionada.

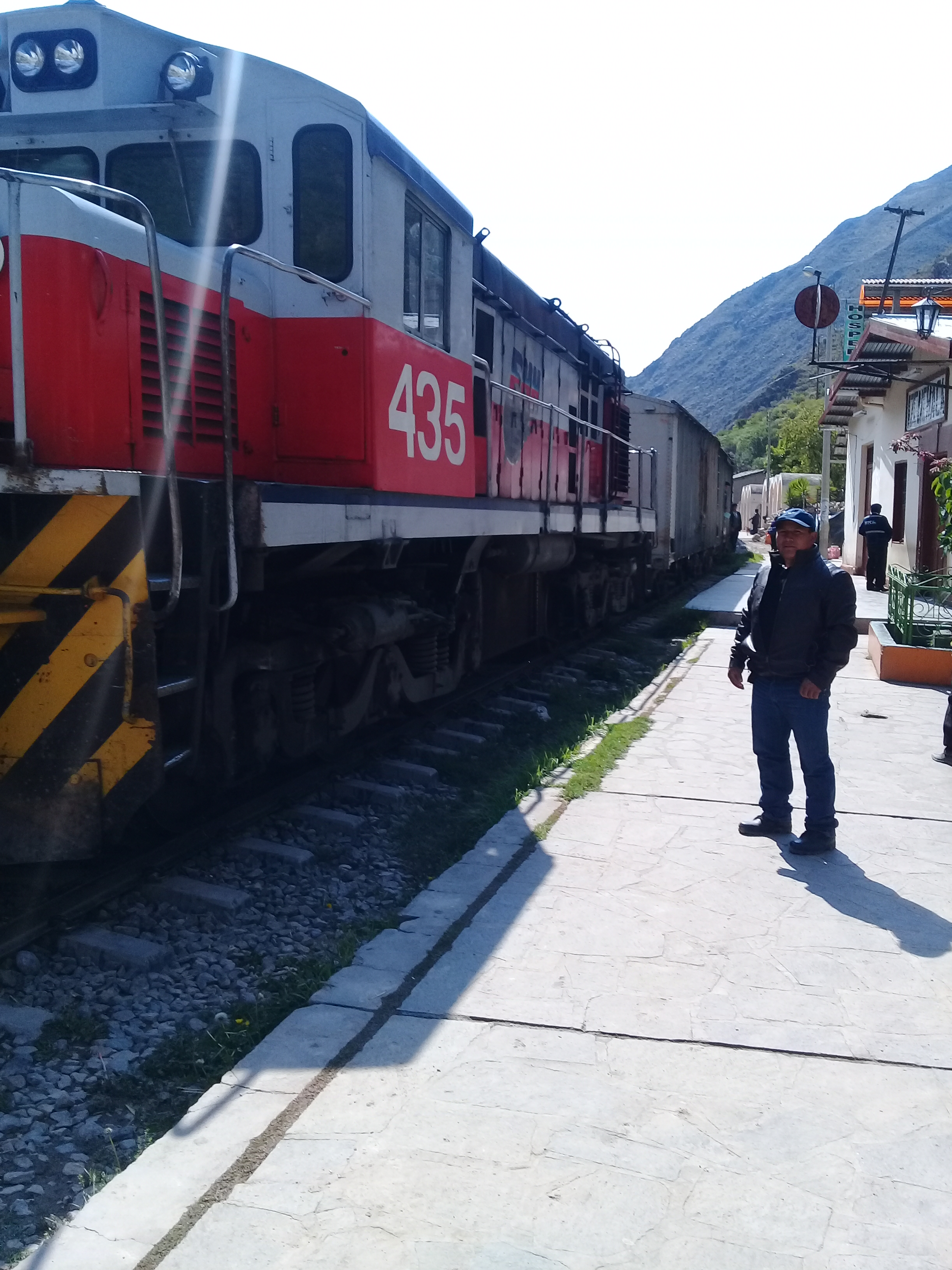
Tren del Ferrocarril Huancayo-Huancavelica

- Tren del Ferrocarril Huancayo-HuancavelicaFerrocarril Huancayo-Huancavelica: Esta extensión del Ferrocarril Central también se encuentra en proceso de modernización.

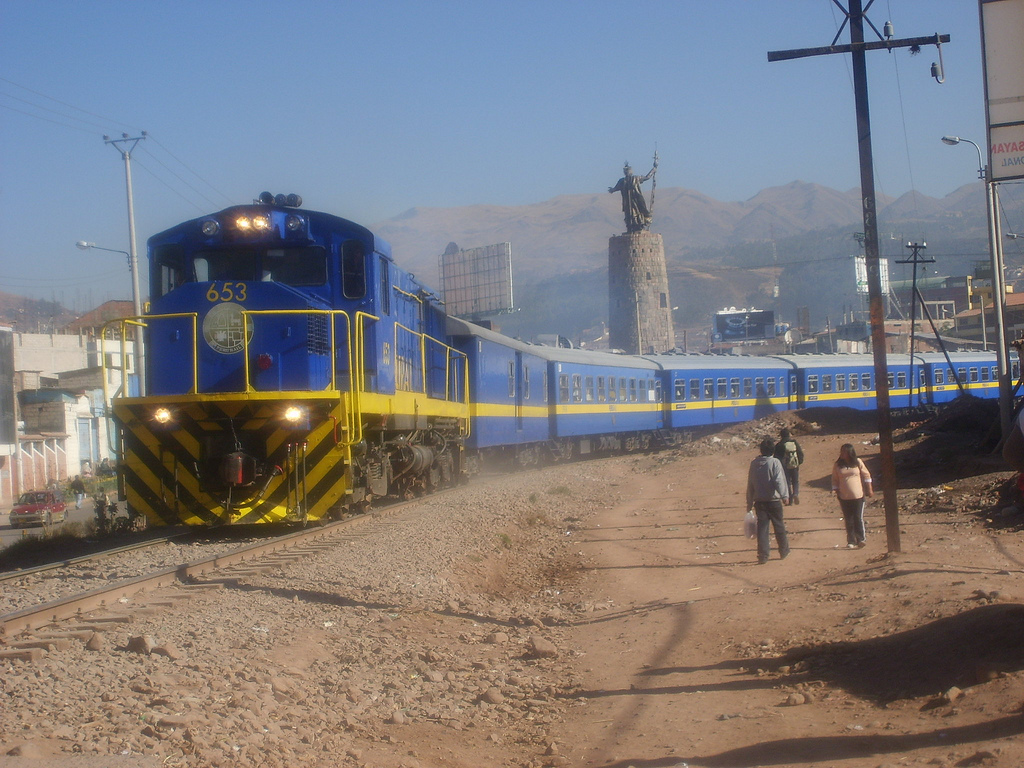
Ferrocarril del Sur

- Ferrocarril del SurFerrocarril del Sur: su concesionario es la empresa Ferrocarril Trasandino, el principal operador es la empresa Perurail y, en el tramo sur oriente también la empresa Inca Rail. Este ferrocarril sirve a importantes ciudades del sur peruano, incluyendo Cusco.
- Ferrocarril Toquepala-Ilo: este ferrocarril es de uso netamente minero y pertenece a la empresa minera Southern Perú. Tiene una longitud de 240 km y une las localidades de Ilo, Toquepala y Cuajone.

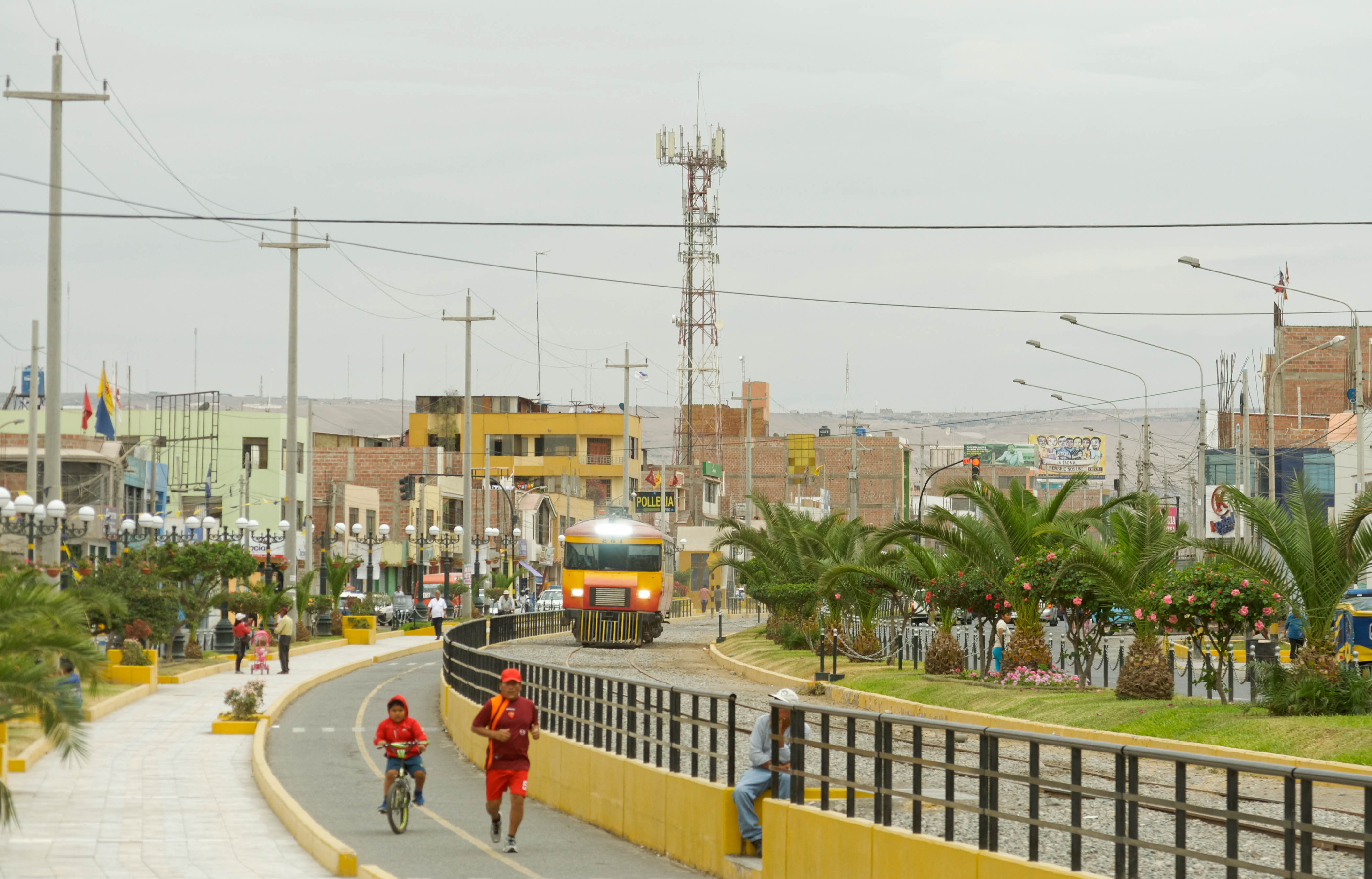
Ferrocarril Tacna-Arica

- Ferrocarril Tacna-AricaFerrocarril Tacna-Arica: este es un ferrocarril internacional, con unos 70 km que comunica a la ciudad de Tacna con el puerto chileno de Arica. Fue terminado en 1855 por el gobierno de Ramón Castilla y dado en concesión a la empresa privada por 99 años. En 1954, vencido el plazo, pasó a propiedad del estado peruano. Actualmente pertenece al Gobierno Regional de Tacna. Es también el más antiguo en funciones: Su uso es de pasajeros y de carga.

### Metro

Logo de la Línea 1 del Metro de Lima y Callao.

Lima es la única ciudad peruana en la actualidad que está desarrollando un sistema de transporte masivo, siendo el Metro de Lima y Callao. Se trata de un sistema de metro. Sus obras comenzaron en 1986, pero estando ya muy avanzadas en algunos tramos quedaron 23 años detenidas hasta el 2 de marzo de 2010, fecha en que se reiniciaron las obras.
La línea 1 del Metro de Lima y Callao, en su etapa 1, estuvo por 1 año con 4 meses y 14 días en remodelación y ampliación. Fue inaugurada oficialmente el 13 de julio de 2011 pero sus operaciones comenzaron el 2 de enero de 2012. La etapa 2 se concluyó el 12 de mayo de 2014.
Sus características principales son:
- Enlaza 9 distritos de la ciudad de Lima: Villa El Salvador - Villa María del Triunfo - San Juan de Miraflores - Santiago de Surco - Surquillo - San Borja - San Luis - La Victoria - Cercado de Lima - El Agustino - San Juan de Lurigancho.
- Existen 26 estaciones con aforo para 3000 personas y 2 patios taller para control del sistema y mantenimiento.
- Los trenes circulan sobre 35 km de viaducto en esta Línea 1 (siendo el viaducto más grande de América Latina).
- Prestar servicio a más de 3 000 000 personas.
- 125 coches, 44 trenes, cada tren con capacidad para 1200 pasajeros cada uno.
- La velocidad comercial del tren es de 40 km/h, incluyendo el tiempo en las paradas. La velocidad máxima será de 80 km/h.
- En la actualidad sirve a 560 000 pasajeros por día.

Logo de la Línea 2 del Metro de Lima y Callao.

La línea 2 del Metro de Lima y Callao fue inaugurada en diciembre de 2023, la cual se encuentra en su Etapa 1A, la cual abarca 5 estaciones entre las estaciones Mercado Santa Anita y Evitamiento. Por otro lado, está previsto que se inicie la operación comercial en septiembre de 2024.
Esta línea está prevista que sea utilizada por más de 660 000 pasajeros al día, beneficiando a 2.5 millones de personas a lo largo de 35 kilómetros en los distritos de Ate, Santa Anita, El Agustino, San Luis, La Victoria, Lima, Breña, Bellavista, Carmen de La Legua y el Callao.
Una de las principales características de la línea es que su flota está conformada por trenes sin conductor del tipo metro automático AnsaldoBreda.
Actualmente la línea está en construcción, siendo su inauguración completa estimada en el primer semestre de 2028, según el MTC.

## Transporte aéreo
El transporte aéreo del Perú se encuentra desarrollado y sirve a las 21 ciudades más importantes con vuelos regulares en aviones de diferente tamaño. Algunas poblaciones alejadas, especialmente de la selva cuentan con aeródromos para la recepción de avionetas.

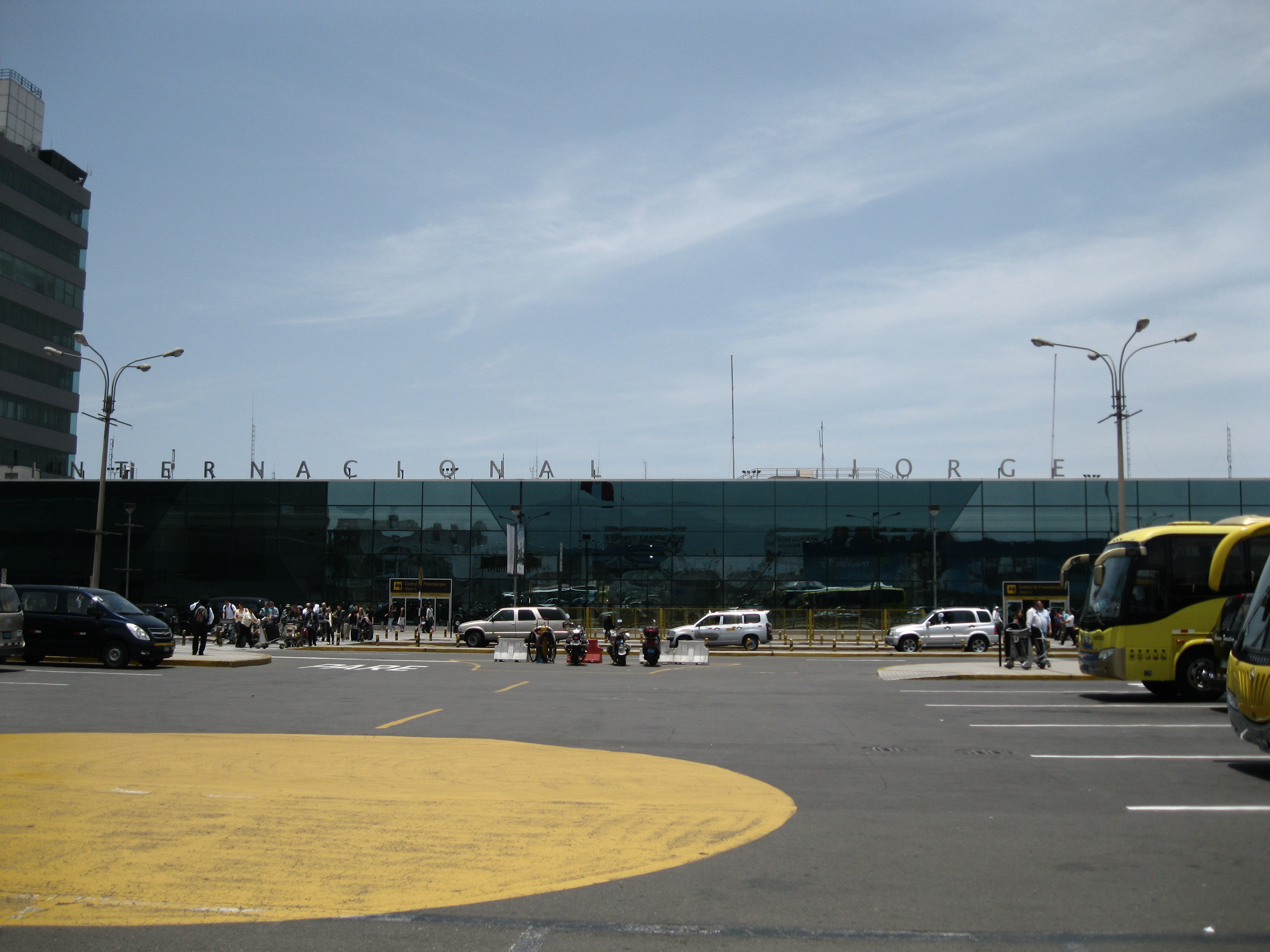
Aeropuerto Internacional Jorge Chávez, el aeropuerto de mayor tránsito del Perú y uno de los más transitados en América.

### Aeropuertos
Sin duda alguna el principal y más importante aeropuerto del Perú es el Aeropuerto Internacional Jorge Chávez ubicado en el Callao, 11 km al noroeste del centro. Es considerado uno de los aeropuertos más importantes de América del Sur, tanto por movimiento de pasajeros, carga y correo, como por su ubicación que lo ha convertido en un «hub» de conexiones internacionales.
El Perú cuenta además de los aeropuertos gestionados por empresas privadas (que son los que se encuentran en concesión), con aeropuertos que son utilizados por el Ministerio de Defensa del Perú, especialmente por las fuerzas armadas.
Estos son los tipos de aeropuertos que se ubican en territorio peruano:
- Aeropuertos internacionales: son los aeropuertos a los que llegan y salen vuelos desde y hacia diferentes países, especialmente de las tres Américas.

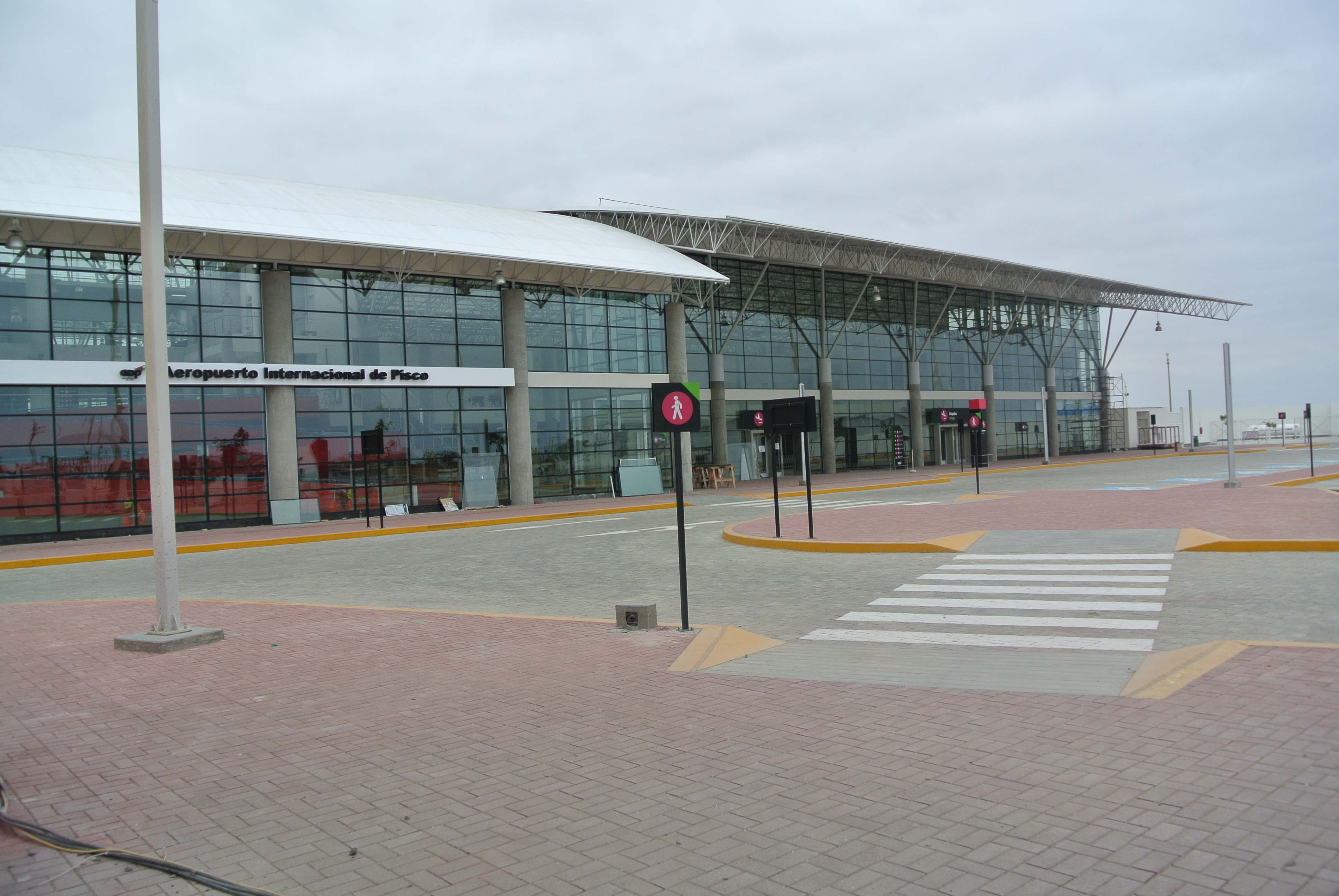
El Aeropuerto Capitán FAP Renán Elías Olivera funciona como aeropuerto alterno al Aeropuerto Internacional Jorge Chávez.

Actualmente hay cinco aeropuertos funcionando como internacionales y que son los siguientes: El aeropuerto de Lima en la ciudad capital, los de Trujillo y Chiclayo en el norte, los de Cusco y Arequipa en el sur y los de Iquitos y Pucallpa en el oriente. Sin embargo hay otros aeropuertos que tienen clasificación de internacionales: Piura, Talara, Juliaca, Puerto Maldonado y Tacna. En estos aeropuertos no hay vuelos internacionales programados, pero en caso llegara un vuelo chárter internacional se acomoda un counter de migraciones y los pasajeros ingresan al país por ahí.
- Aeropuertos principales: son los aeropuertos en donde se reciben y salen los vuelos provenientes y salientes de y hacia las principales ciudades del Perú.

Estos aeropuertos son 24, pertenecientes a las ciudades de Andahuaylas, Arequipa, Ayacucho, Cajamarca, Chachapoyas, Chiclayo, Chimbote, Cusco, Huánuco, Huaraz, Iquitos, Jaén, Jauja, Juliaca, Lima, Pisco, Piura, Pucallpa, Puerto Maldonado, Tacna, Talara, Tarapoto, Trujillo y Tumbes.
Además existe el proyecto de construir un nuevo aeropuerto internacional en las afueras de Cusco, en el distrito de Chinchero pues el actual ya va quedando pequeño para el gran tráfico que tiene debido al atractivo turístico de la ciudad y la cercanía de las ruinas de Machu Picchu.
- Aeródromos: son aquellos que se ubican en poblados alejados del país, así como aquellos que se utilizan para actividades deportivas o de instrucción de pilotos.

#### Movimiento de Pasajeros
Según Corpac (2017)
| AEROPUERTOS/ AERODRÓMOS | Entradas (N) | Salidas (N) | Total (N) | Entradas (I) | Salidas (I) | Total (I) |
| ----------------------- | ------------ | ----------- | --------- | ------------ | ----------- | --------- |
| Lima                    | 5620689      | 5577710     | 11198399  | 5433783      | 5413860     | 10847643  |
| Cusco                   | 1646106      | 1644346     | 3290452   | 41344        | 47822       | 89166     |
| Arequipa                | 849149       | 839742      | 1688891   | 59           | 71          | 130       |
| Iquitos                 | 477409       | 494736      | 972145    | 0            | 0           | 0         |
| Piura                   | 442288       | 449619      | 891907    | 0            | 0           | 0         |
| Tarapoto                | 388369       | 389913      | 778282    | 0            | 0           | 0         |
| Trujillo                | 306149       | 312649      | 618798    | 0            | 0           | 0         |
| Pucallpa                | 295407       | 297034      | 592441    | 0            | 0           | 0         |
| Chiclayo                | 276231       | 281442      | 557673    | 6320         | 6430        | 12750     |
| Juliaca                 | 207916       | 231240      | 439156    | 0            | 0           | 0         |
| Tacna                   | 208426       | 207857      | 416283    | 0            | 0           | 0         |
| Cajamarca               | 174521       | 176601      | 351122    | 0            | 0           | 0         |
| Puerto Maldonado        | 146131       | 163337      | 309468    | 0            | 0           | 0         |
| Ayacucho                | 117139       | 118963      | 236102    | 0            | 0           | 0         |
| Tumbes                  | 97317        | 100797      | 198114    | 184          | 180         | 364       |
| Jauja                   | 95277        | 92079       | 187356    | 0            | 0           | 0         |
| Nasca                   | 87416        | 87577       | 174993    | 0            | 0           | 0         |
| Talara                  | 85480        | 87454       | 172934    | 0            | 0           | 0         |
| Jaén                    | 60368        | 60655       | 121023    | 0            | 0           | 0         |
| Huánuco                 | 59700        | 60161       | 119861    | 0            | 0           | 0         |
| Atalaya                 | 9998         | 9491        | 19489     | 0            | 0           | 0         |
| Tingo María             | 9231         | 9819        | 19050     | 0            | 0           | 0         |
| Chachapoyas             | 9545         | 9147        | 18692     | 0            | 0           | 0         |
| Yurimaguas              | 9022         | 8921        | 17943     | 0            | 0           | 0         |
| Anta (Huaraz)           | 4502         | 4029        | 8531      | 0            | 0           | 0         |
| Andahuaylas             | 4390         | 3947        | 8337      | 0            | 0           | 0         |
| Chimbote                | 2062         | 2739        | 4801      | 0            | 0           | 0         |
| Ilo                     | 1702         | 1892        | 3594      | 0            | 0           | 0         |
| Rioja                   | 629          | 908         | 1537      | 0            | 0           | 0         |
| Pisco                   | 592          | 433         | 1025      | 0            | 0           | 0         |
| Mazamari                | 184          | 197         | 381       | 0            | 0           | 0         |
| Rodríguez de Mendoza    | 171          | 189         | 360       | 0            | 0           | 0         |
| Tocache                 | 118          | 192         | 310       | 0            | 0           | 0         |
| Juanjui                 | 0            | 1           | 1         | 0            | 0           | 0         |
| Saposoa                 | 0            | 0           | 0         | 0            | 0           | 0         |

## Transporte acuático
En este tipo de transporte se incluye a los medios de transporte que circulan por mar, ríos y lagos.

### Transporte marítimo
El total de puertos existentes y activos en el país es de 24, de los cuales 19 son marítimos, 4 fluviales y 1 lacustre; y según el sistema de atraque se dividen en puertos de atraque directo y lanchonaje. Los puertos peruanos están bajo la administración de la Empresa Nacional de Puertos S.A. (ENAPU PERÚ), entidad descentralizada del Ministerio de Transportes y Comunicaciones del Perú.
La red de puertos marítimos de la costa del Perú son las siguientes:
1. En el norte: Cabo Blanco, Talara,[19] Paita, Pacasmayo, Etén, Chicama, Salaverry, Chimbote, Besique, Casma y Huarmey.[20]
2. En el centro: Supe, Huacho, Chancay, Callao y Cerro Azul.
3. En el sur: General San Martín, San Juan de Marcona, Matarani, Mollendo e Ilo.

El puerto del Callao es el más importante del país. Está ubicado en la zona central del litoral peruano, dentro de la Cuenca del Pacífico, a la cual las rutas interoceánicas acceden cruzando el Canal de Panamá y el Estrecho de Magallanes.
El puerto del Callao está ubicado en la Provincia Constitucional del Callao a 15 km del centro de la capital, Lima. Se interconecta con esta ciudad a través de diferentes avenidas. Sus instalaciones resultan actualmente insuficientes tanto en capacidad como en tecnología para afrontar el flujo diario de embarques y desembarques de productos nacionales y extranjeros, por lo que parte de la infraestructura ha sido concesionada a la empresa internacional «Dubai Ports», una de las más grandes del mundo, que está equipando un muelle (muelle sur) para la recepción de gigantescos buques del tipo «Post-Panamax», incluyendo grandes grúas pórtico. Con este avance, a partir del 2010, el puerto del Callao será el más moderno hub de la costa oeste de América del Sur y el de mayor capacidad en manejo de carga por contenedores.

### Transporte fluvial
Los ríos llamados también «las carreteras de la amazonía Perú» son un medio vial importante para la movilización física, pues en esta región muchas localidades carecen de carreteras y aeropuertos.
Los principales puertos fluviales de la amazonía son: Iquitos y Yurimaguas, en el departamento de Loreto; Pucallpa, en Ucayali; Puerto Maldonado en Madre de Dios y , Juanjuí en San Martín. Son muchos los ríos navegables en la selva peruana, pero los principales son el Amazonas, el Ucayali, el Huallaga, el Marañón, el Urubamba entre otros. Estos ríos pueden admitir el tráfico de embarcaciones con un tonelaje máximo de 10 000 t.
Los ríos Huallaga y Amazonas forman parte del corredor interoceánico de transporte multimodal que parte en la costa en el puerto de Paita, continúa por carretera asfaltada hasta el puerto fluvial de Yurimaguas y desde ahí se conecta a Brasil a través de los ríos mencionados.
Las principales embarcaciones que discurren por los ríos de la selva son:
a) Peque-peque: son canoas con motor estacionario que se han convertido en un medio de transporte masivo en la zona amazónica (carga y pasajeros). Tiene una capacidad promedio de 30 personas y trasladan cargas menores (no mayores a los 300 kg).
b) Canoas con motor fuera de borda: son embarcaciones similares al peque-peque, pero poseen un motor fuera de borda que las hace más rápidas. Su capacidad de carga también es mínima.
c) Embarcaciones pesadas: son barcos de carga o llamados «chatas», que discurren por los ríos de gran caudal transportando hasta 300 personas; su capacidad máxima es de 20 tn. También existen embarcaciones modernas para el transporte de turistas que visitan diferentes localidades fluviales típicas de la zona.

### Transporte lacustre
En el Perú el transporte lacustre se realiza básicamente en el Lago Titicaca, en Puno. Es justamente desde el puerto de Puno donde a diario parten embarcaciones hacia las principales islas y ciudades circundantes, así como los que parten a Copacabana (Bolivia).

## Vésase también
- Anexo:Puertos del Perú
- Aeropuertos del Perú